# Пирова победа
Пирова победа је израз којим се означава велика победа са превеликом ценом. Приписује се војсковођи у Пировом рату — Пиру, чија је армија претрпела велике губитке упркос победама над Римљанима у биткама код Хераклеје 280. п. н. е. и Аскула 279. п. н. е. После тих битака наводно је рекао: „Још једна оваква победа и вратићу се у Епир без иједног војника“.

## Етимологија
Пирова победа је добила име по краљу Пиру од Епира, чија је војска претрпела ненадокнадиве губитке у победи над Римљанима у бици код Хераклеје 280. п. н. е. и бици код Аскула 279. п. н. е, током Пировог рата. После последње битке, Плутарх прича у Дионисијевом извештају:
У обе победе у Епиру, Римљани су претрпели веће жртве, али су имали много већи број заменика, тако да су жртве имале мањи утицај на римске ратне напоре од губитака краља Пира.
Извештај се често цитира као:
```
Ne ego si iterum eodem modo vicero, sine ullo milite Epirum revertar.
Ако поново остварим такву победу, вратићу се у Епир без иједног војника. — 
Орозије
[
1
]
```

или
```
Ако победимо у још једној бици са Римљанима, бићемо потпуно уништени. — 
Плутарх
[
2
]
```

Термин је ушао у енглески језик због широко распрострањених заблуда о величини Пирових губитака. Почевши од пре 1800-их, латинске књиге историје говоре да је Пир претрпео губитке у десетинама хиљада.

## Примери Пирових победа
- Битка код Аскула (279. п. н. е.), Пир од Епира и италијански савезници против Римске републике: Римљани су, иако су претрпели дупло више жртава, могли лако да попуне своје редове. Пир је изгубио већину својих команданата и велики део снага које је довео у Италију и повукао се на Сицилију.
- Битка код Авараира (451),[4][5] Вардан Мамиконијан и хришћански јерменски побуњеници против Сасанидског царства: Персијанци су победили, али се битка показала као стратешка победа Јермена, пошто је Авараир утро пут Нварсакском споразуму (484. године), који је гарантовао јерменској аутономију и верску слободу.
- Опсада Сигетвара (1566),[6][7] Османско-хабзбуршки ратови: иако су Османлије победиле у опсади, то се може сматрати Пировом победом због великих османских жртава, смрти султана Сулејмана и последичног одлагања до османског притиска на Беч те године који је обуставио османску експанзију у Европи.
- Опсада Остендеа (1601–1604),[8][9][10] Осамдесетогодишњи рат: три године Шпанци су покушавали да заузму ову луку од холандских и енглеских бранилаца, чак и када су Холанђани проширили своју територију даље на исток. Огромни трошак и жртве опсаде су додатно појачане шпанском каснијом кампањом да поврати холандске добитке, која је мало постигла, а до 1607. Шпанија је банкротирала. Резултирајуће дванаестогодишње примирје је заправо учинило Низоземску републику независном државом.
- Битка код Малплакеа (1709),[11][12][13] Рат за шпанско наслеђе: битка је била победа савезника јер је Марлборова војска задржала позиције на бојном пољу, али је претрпела двоструко више француских губитака и није могла да је настави. Француска војска се повукла у добром стању и релативно нетакнута, и остала је снажна претња од даљих савезничких операција.
- Битка код Гангване (1741) вођена је између 1000 коњаника Раторе из Џодпура и комбинованих армија Могулског царства, и Џајпура од 100.000 ратника са стотинама топова и артиљерије код Гангване. Џајпур је изашао као победник, али са тешким губицима од 12 хиљада погинулих и неколико хиљада рањених.[14][15]
- Битка код Бункер Хила (1775),[16][17] Амерички револуционарни рат: након три напада на колонијалне снаге, Британци су освојили контролу над полуострвом Бостон у раним фазама рата, али их је ангажман коштао много више жртве него што су Американци имали (укључујући велики број официра) и навело их је да усвоје опрезније методе, што је помогло америчким побуњеничким снагама; политичке реперкусије су повећале колонијалну подршку независности.
- Битка код Гилфорд Кортхауса (1781),[18][19] Амерички револуционарни рат: у овој краткој бици, британске снаге су победиле надмоћнију америчку војску; Британци су изгубили знатан број људи и њихова намера да освоје јужне колоније морала је бити промењена.
- Битка код Чанселорсвила (1863),[20] Амерички грађански рат: Генерал Роберт Е. Ли је поделио своју војску пред Хукеровим већим снагама Уније; одважна стратегија је омогућила војсци Конфедерације да добије дан против бројчано надмоћнијег непријатеља. Међутим 20% Лијеве војске је рањено или убијено, укључујући генерала Стоунвола Џексона, и његове губитке је било тешко надокнадити. Лијева ослабљена војска кренула је у офанзиву, али је мање од два месеца касније поражена и принуђена да се повуче после битке код Гетисбурга.
- Битка за Соломонова острва (1942),[21][22][23] Други светски рат: Јапанске и савезничке поморске снаге сусреле су се током борбе за Гвадалканал и оближња острва. Након размене ваздушних напада са носача, амерички површински бродови су се повукли са једним потопљеним, а другим тешко оштећеним. Јапанске снаге оствариле су тактичку победу, пошто ниједан од њихових бродова није потопљен, али је тежак губитак незаменљивих ветеранских ваздухопловних посада био у стратешкој предности за савезнике.
- Битка код резервоара Чосин (1950),[24][25] Корејски рат: кинеска војска је покушала да опколи и уништи снаге УН-а, али у 17-дневној бици по хладном времену, снаге УН-а су Кинезима нанеле огромне губитке док су вршили повлачење. Кинези су окупирали североисточну Кореју, али се нису опоравили све до пролећа, а УН су задржале упориште у Кореји.
- Битка за Вуковар (1991),[26][27] Рат у Хрватској: Југословенска народна армија (ЈНА) је опседала град Вуковар, који су држали Збор народне гарде и цивилни добровољци. После 87 дана, разрушени град је пао у руке ЈНА. Иако је град био опкољен са свих страна, то је исцрпило Југословенску војску и паравојне формације које су имале двадесетак пута више војника и потпуну оклопну и артиљеријску надмоћ, а имала је дупло више губитака.

## Друге употребе
Термин се користи као аналогија у бизнису, политици и спорту да опише борбе које на крају упропасте победника.